# カール・ルートヴィヒ・フォン・バーデン
カール・ルートヴィヒ・フォン・バーデン（Karl Ludwig von Baden, 1755年2月14日 - 1801年12月16日）は、バーデン＝ドゥルラハ辺境伯カール・フリードリヒ（後の初代バーデン大公）の長男。世子（Erbprinz）であったが、父より先に没したため即位することはなかった。
1755年2月14日、バーデン＝ドゥルラハ辺境伯カール・フリードリヒとその最初の妃であったヘッセン＝ダルムシュタット方伯ルートヴィヒ8世の娘カロリーネ・ルイーゼの間に第一子としてカールスルーエで生まれた。
1801年、スウェーデンに嫁いでいた娘フリーデリケの元を訪問するが、12月16日に同国のアルボーガ（現ヴェストマンランド地方ヴェストマンランド県）で死去。バーデン辺境伯は1803年に選帝侯に、1806年に大公となるが、父カール・フリードリヒの死後、その地位は次男のカールが嗣いだ。

## 子女
1774年7月15日、カール・ルートヴィヒは母方のおじヘッセン＝ダルムシュタット方伯ルートヴィヒ9世の娘であるアマーリエとカールスルーエで結婚した。彼女との間には以下の2男6女をもうけた。
- カタリーナ・アマーリエ・クリスティアーネ・ルイーゼ （1776年 - 1823年）
- フリーデリケ・カロリーネ・ヴィルヘルミーネ （1776年 - 1841年） - バイエルン王マクシミリアン1世妃。
- ルイーゼ・マリー・アウグステ （1779年 - 1826年） - ロシア皇帝アレクサンドル1世后。ロシア語名：エリザヴェータ・アレクセーエヴナ。
- フリーデリケ・ドロテーア・ヴィルヘルミーネ （1781年 - 1826年） - スウェーデン王グスタフ4世アドルフ妃。
- マリー・エリーザベト・ヴィルヘルミーネ （1782年 - 1808年） - ブラウンシュヴァイク公フリードリヒ・ヴィルヘルム妃。
- カール・フリードリヒ （1784年 - 1785年）
- カール・ルートヴィヒ・フリードリヒ （1786年 - 1818年） - バーデン大公。ステファニー・ド・ボアルネと結婚。
- ヴィルヘルミーネ・ルイーゼ （1788年 - 1836年） - ヘッセン大公ルートヴィヒ2世妃。